# Африканські парки
African Parks — це неурядова організація, яка займається збереженням біорізноманіття через управління охоронюваними територіями Заснована в 2000 році зі штаб-квартирою в Йоганнесбурзі, Південна Африка. Вона була заснована як приватна компанія з управління та фінансування африканських парків, потім зазнала структурних змін і стала неурядовою організацією під назвою «Фонд африканських парків», а згодом перейменована на мережу африканських парків . Організація керує національними парками та заповідними територіями по всій Африці у співпраці з урядами та сусідніми громадами. Станом на травень 2023 року African Parks управляє 22 природоохоронними територіями в 12 країнах, у них працює понад 5000 співробітників.  Майкл Юстас, Пітер Фернхед, Пол Фентенер ван Вліссінген, Ентоні Холл-Мартін і Мавусо Мсіманг вважаються співзасновниками організації; Фернхед продовжує виконувати обов'язки головного виконавчого директора. Принц Гаррі був президентом African Parks у 2017-2023 роках, а пізніше став членом ради директорів.

## Огляд
Некомерційна природоохоронна організація African Parks із Йоганнесбурга керує національними парками та заповідними територіями по всій Африці у співпраці з урядами та навколишніми громадами.    Окрім управління парком, організація: активно управляє та захищає біорізноманіття дикої природи, сприяє розвитку громади, працює над зменшенням браконьєрства та посиленням правоохоронних органів і туризму, збирає кошти, покращує інфраструктуру та підтримує місцевих жителів.   Девіз Африканських парків ' — «діловий підхід до збереження».  
Африканські парки наразі управляють 22 природоохоронними територіями в 12 країнах,   включаючи національний парк W і національний парк Пенджарі в Беніні,  Чінко в Центральноафриканській Республіці,   природний і культурний заповідники Еннеді, Сініака - Фауністичний заповідник Мініа та національний парк Закума в Чаді,   національний парк Бома та національний парк Бандінгіло в Південному Судані, національний парк Гарамба в Демократичній Республіці Конго,  національний парк Лівонде, заповідник дикої природи Майете, лісовий заповідник Мангочі   і заповідник дикої природи Нхотакота в Малаві, національний парк Архіпелаг Базаруто в Мозамбіку,  національний парк Одзала-Кокуа в Республіці Конго,   національний парк Акагера і Ньюнгве Ліс у Руанді,   національний парк Матусадона в Зімбабве, національний парк Іона в Анголі та водно-болотні угіддя Бангвеулу, національний парк рівнини Ліува та національний парк Кафуе в Замбії.  
Станом на 2020 рік в African Parks працює понад 1100 рейнджерів. Як пише The Washington Post, ця організація «має найбільшу силу проти браконьєрства з усіх приватних організацій на континенті». Пітер Фернхед став співзасновником та продовжує виконувати обов’язки виконавчого директора (CEO) African ' .   Майкл Юстас,   Пол Фентенер ван Вліссінген, Ентоні Холл-Мартін і Мавусо Мсіманг також вважаються співзасновниками.   Мсіманг, який колись служив у Верховному військовому командуванні Умконто ве Сізве та є колишнім генеральним директором Національних парків Південної Африки, станом на  June 2021 </link></link> Почесний член правління організації. Васант Нарасімхан, доктор медичних наук, був призначений головою правління Африканських парків у грудні 2022 року.  Інші члени правління включають Хансйорга Вісса, який заснував Кампанію Wyss за природу, і Його Високоповажність Хайлемаріама Дессалегна, який обіймав посаду прем’єр-міністра Ефіопії (2012-18) і голови Африканського союзу (2013-14). 
African Parks отримали фінансування від Європейського Союзу, Adessium Foundation, Global Environment Facility, Howard G. Buffett Foundation,  International Bank for Reconstruction and Development, National Geographic Society,  Nationale Postcode Loterij, Swedish Postcode Lottery, Сполучені Штати Агентство міжнародного розвитку (USAID),  Служба охорони рибних ресурсів і дикої природи Сполучених Штатів Америки (USFWS), Фонд родини Уолтонів, Всесвітній фонд природи та Фонд Вісса тощо.    Фінансовий фонд, який фінансує Fentener van Vlissingen, спрямовує приблизно 700 000 доларів США на щорічну діяльність African Parks.  У 2016 році бюджет організації становив приблизно 35 мільйонів доларів США.  Сьогодні організаціє є одним зі світових лідерів у галузі охорони довкілля задаючи сучасні стандарти і пропонуючи новітні методи управління навколишнім середовищем.

## Історія
African Parks було засновано в 2000 році як приватну компанію з управління та фінансування африканських парків. Мсіманг і Холл-Мартін, які раніше працювали директором і генеральним директором Південноафриканських національних парків, відповідно   займали посади директорів в новоствореній компанії, як і Фентенер ван Вліссінген. Фернхед, який тоді був головою комерційного розвитку національних парків Південної Африки, спочатку працював у дорадчій раді африканських парків.  Плани щодо компанії почали формуватися після того, як Фентенер ван Вліссінген зустрівся з Нельсоном Манделою в 1998 році.  Їх першими прихильниками були Державний департамент США та Світовий банк.
Першими охоронюваними територіями, якими керувала компанія, були заповідник дикої природи Майете та національний парк Рівнина Ліува, починаючи з 2003 року.   Африканські парки планували керувати національним парком Сіома Нґвезі в Замбії, але зусилля зупинилися.   Холдингову компанію перенесли з Йоганнесбурга до Нідерландів, де відбулися деякі структурні зміни. Юстас, Фернхед, Холл-Мартін і Мсіманг стали міноритарними акціонерами African Parks BV і продовжували працювати в раді компанії. Новий організація Фонд африканських парків був створений у Нідерландах і став єдиним акціонером компанії. African Parks BV була ліквідована в 2004 році. Це ознаменувало новий період в роботі фонду. 
Під час цього переходу Африканські парки уклали угоди про управління національним парком Нечісар в Ефіопії та національним парком Омо у 2004 та 2005 роках відповідно.   Однак організація оголосила про плани розірвати ці дві угоди в грудні 2007 року  і припинила управління парками в Ефіопії в 2008 році  . Африканські парки також уклали угоди щодо управління Гарамба , а також двома суданськими морськими парками в затоці Дангонаб і на атолі Санганеб. Ці угоди не давали організації повного, довгострокового контролю, як більшість їхніх інших контрактів. Після смерті Фентенера ван Вліссінгена в 2006 році в Африканські парки було внесено більше внутрішніх змін. Штаб-квартира організації повернулася в Африку, а африканське представництво повернулося до правління. Після цього організаціє розпочала значно ефективнішу роботу.
Організація почала керувати Національним парком Akagera з Радою розвитку Руанди в 2009 році,  Zakouma в 2010,  і Chinko в 2014. Африканські парки уклали меморандум про взаєморозуміння з урядом Чаду в лютому 2015 року, щоб заснувати Еннеді як охоронювану територію, яка стала природним і культурним заповідником. У серпні 2015 року уряд Малаві уклав угоди з африканськими парками про початок управління національними парками Лівонде та Нхотакотою.  Фонд Wyss профінансував проект реінтродукції левів в Акагері в Африканських парках у 2015 році.  Протягом 2016–2017 років Африканські парки працювали над переселенням 500 слонів та інших тварин із Лівонде та Майте до Нхотакоти.   Принц Гаррі допоміг у переміщенні тварин , яке було здійснено в партнерстві з Малавійським департаментом національних парків і дикої природи та фінансовано в основному Nationale Postcode Loterij. 
У березні 2017 року Африканські парки отримали 65 мільйонів доларів від Wyss Foundation для фінансування зусиль щодо збереження національного парку Лівонде в Малаві та заповідників дикої природи Майете та Нхотакота, а також національного парку Акагера в Руанді.  Африканські парки уклали десятирічну угоду в середині 2017 року про допомогу в управлінні національним парком Пенджарі в Беніні , а потім погодилися керувати національним парком архіпелагу Базаруто в Мозамбіку в грудні. У 2018 році організація підписала угоду про управління природним і культурним заповідником Еннеді в Чаді.